# Xadrez Transcendental
|   | a | b | c | d | e | f | g | h |   |
| 8 | a8 preto rei · b8 preto rainha · c8 preto bispo · d8 preto bispo · e8 preto torre · f8 preto cavalo · g8 preto torre · h8 preto cavalo · a7 preto peão · b7 preto peão · c7 preto peão · d7 preto peão · e7 preto peão · f7 preto peão · g7 preto peão · h7 preto peão · a2 branco peão · b2 branco peão · c2 branco peão · d2 branco peão · e2 branco peão · f2 branco peão · g2 branco peão · h2 branco peão · a1 branco bispo · b1 branco torre · c1 branco cavalo · d1 branco rei · e1 branco torre · f1 branco cavalo · g1 branco rainha · h1 branco bispo | a8 preto rei · b8 preto rainha · c8 preto bispo · d8 preto bispo · e8 preto torre · f8 preto cavalo · g8 preto torre · h8 preto cavalo · a7 preto peão · b7 preto peão · c7 preto peão · d7 preto peão · e7 preto peão · f7 preto peão · g7 preto peão · h7 preto peão · a2 branco peão · b2 branco peão · c2 branco peão · d2 branco peão · e2 branco peão · f2 branco peão · g2 branco peão · h2 branco peão · a1 branco bispo · b1 branco torre · c1 branco cavalo · d1 branco rei · e1 branco torre · f1 branco cavalo · g1 branco rainha · h1 branco bispo | a8 preto rei · b8 preto rainha · c8 preto bispo · d8 preto bispo · e8 preto torre · f8 preto cavalo · g8 preto torre · h8 preto cavalo · a7 preto peão · b7 preto peão · c7 preto peão · d7 preto peão · e7 preto peão · f7 preto peão · g7 preto peão · h7 preto peão · a2 branco peão · b2 branco peão · c2 branco peão · d2 branco peão · e2 branco peão · f2 branco peão · g2 branco peão · h2 branco peão · a1 branco bispo · b1 branco torre · c1 branco cavalo · d1 branco rei · e1 branco torre · f1 branco cavalo · g1 branco rainha · h1 branco bispo | a8 preto rei · b8 preto rainha · c8 preto bispo · d8 preto bispo · e8 preto torre · f8 preto cavalo · g8 preto torre · h8 preto cavalo · a7 preto peão · b7 preto peão · c7 preto peão · d7 preto peão · e7 preto peão · f7 preto peão · g7 preto peão · h7 preto peão · a2 branco peão · b2 branco peão · c2 branco peão · d2 branco peão · e2 branco peão · f2 branco peão · g2 branco peão · h2 branco peão · a1 branco bispo · b1 branco torre · c1 branco cavalo · d1 branco rei · e1 branco torre · f1 branco cavalo · g1 branco rainha · h1 branco bispo | a8 preto rei · b8 preto rainha · c8 preto bispo · d8 preto bispo · e8 preto torre · f8 preto cavalo · g8 preto torre · h8 preto cavalo · a7 preto peão · b7 preto peão · c7 preto peão · d7 preto peão · e7 preto peão · f7 preto peão · g7 preto peão · h7 preto peão · a2 branco peão · b2 branco peão · c2 branco peão · d2 branco peão · e2 branco peão · f2 branco peão · g2 branco peão · h2 branco peão · a1 branco bispo · b1 branco torre · c1 branco cavalo · d1 branco rei · e1 branco torre · f1 branco cavalo · g1 branco rainha · h1 branco bispo | a8 preto rei · b8 preto rainha · c8 preto bispo · d8 preto bispo · e8 preto torre · f8 preto cavalo · g8 preto torre · h8 preto cavalo · a7 preto peão · b7 preto peão · c7 preto peão · d7 preto peão · e7 preto peão · f7 preto peão · g7 preto peão · h7 preto peão · a2 branco peão · b2 branco peão · c2 branco peão · d2 branco peão · e2 branco peão · f2 branco peão · g2 branco peão · h2 branco peão · a1 branco bispo · b1 branco torre · c1 branco cavalo · d1 branco rei · e1 branco torre · f1 branco cavalo · g1 branco rainha · h1 branco bispo | a8 preto rei · b8 preto rainha · c8 preto bispo · d8 preto bispo · e8 preto torre · f8 preto cavalo · g8 preto torre · h8 preto cavalo · a7 preto peão · b7 preto peão · c7 preto peão · d7 preto peão · e7 preto peão · f7 preto peão · g7 preto peão · h7 preto peão · a2 branco peão · b2 branco peão · c2 branco peão · d2 branco peão · e2 branco peão · f2 branco peão · g2 branco peão · h2 branco peão · a1 branco bispo · b1 branco torre · c1 branco cavalo · d1 branco rei · e1 branco torre · f1 branco cavalo · g1 branco rainha · h1 branco bispo | a8 preto rei · b8 preto rainha · c8 preto bispo · d8 preto bispo · e8 preto torre · f8 preto cavalo · g8 preto torre · h8 preto cavalo · a7 preto peão · b7 preto peão · c7 preto peão · d7 preto peão · e7 preto peão · f7 preto peão · g7 preto peão · h7 preto peão · a2 branco peão · b2 branco peão · c2 branco peão · d2 branco peão · e2 branco peão · f2 branco peão · g2 branco peão · h2 branco peão · a1 branco bispo · b1 branco torre · c1 branco cavalo · d1 branco rei · e1 branco torre · f1 branco cavalo · g1 branco rainha · h1 branco bispo | 8 |
| 7 | a8 preto rei · b8 preto rainha · c8 preto bispo · d8 preto bispo · e8 preto torre · f8 preto cavalo · g8 preto torre · h8 preto cavalo · a7 preto peão · b7 preto peão · c7 preto peão · d7 preto peão · e7 preto peão · f7 preto peão · g7 preto peão · h7 preto peão · a2 branco peão · b2 branco peão · c2 branco peão · d2 branco peão · e2 branco peão · f2 branco peão · g2 branco peão · h2 branco peão · a1 branco bispo · b1 branco torre · c1 branco cavalo · d1 branco rei · e1 branco torre · f1 branco cavalo · g1 branco rainha · h1 branco bispo | a8 preto rei · b8 preto rainha · c8 preto bispo · d8 preto bispo · e8 preto torre · f8 preto cavalo · g8 preto torre · h8 preto cavalo · a7 preto peão · b7 preto peão · c7 preto peão · d7 preto peão · e7 preto peão · f7 preto peão · g7 preto peão · h7 preto peão · a2 branco peão · b2 branco peão · c2 branco peão · d2 branco peão · e2 branco peão · f2 branco peão · g2 branco peão · h2 branco peão · a1 branco bispo · b1 branco torre · c1 branco cavalo · d1 branco rei · e1 branco torre · f1 branco cavalo · g1 branco rainha · h1 branco bispo | a8 preto rei · b8 preto rainha · c8 preto bispo · d8 preto bispo · e8 preto torre · f8 preto cavalo · g8 preto torre · h8 preto cavalo · a7 preto peão · b7 preto peão · c7 preto peão · d7 preto peão · e7 preto peão · f7 preto peão · g7 preto peão · h7 preto peão · a2 branco peão · b2 branco peão · c2 branco peão · d2 branco peão · e2 branco peão · f2 branco peão · g2 branco peão · h2 branco peão · a1 branco bispo · b1 branco torre · c1 branco cavalo · d1 branco rei · e1 branco torre · f1 branco cavalo · g1 branco rainha · h1 branco bispo | a8 preto rei · b8 preto rainha · c8 preto bispo · d8 preto bispo · e8 preto torre · f8 preto cavalo · g8 preto torre · h8 preto cavalo · a7 preto peão · b7 preto peão · c7 preto peão · d7 preto peão · e7 preto peão · f7 preto peão · g7 preto peão · h7 preto peão · a2 branco peão · b2 branco peão · c2 branco peão · d2 branco peão · e2 branco peão · f2 branco peão · g2 branco peão · h2 branco peão · a1 branco bispo · b1 branco torre · c1 branco cavalo · d1 branco rei · e1 branco torre · f1 branco cavalo · g1 branco rainha · h1 branco bispo | a8 preto rei · b8 preto rainha · c8 preto bispo · d8 preto bispo · e8 preto torre · f8 preto cavalo · g8 preto torre · h8 preto cavalo · a7 preto peão · b7 preto peão · c7 preto peão · d7 preto peão · e7 preto peão · f7 preto peão · g7 preto peão · h7 preto peão · a2 branco peão · b2 branco peão · c2 branco peão · d2 branco peão · e2 branco peão · f2 branco peão · g2 branco peão · h2 branco peão · a1 branco bispo · b1 branco torre · c1 branco cavalo · d1 branco rei · e1 branco torre · f1 branco cavalo · g1 branco rainha · h1 branco bispo | a8 preto rei · b8 preto rainha · c8 preto bispo · d8 preto bispo · e8 preto torre · f8 preto cavalo · g8 preto torre · h8 preto cavalo · a7 preto peão · b7 preto peão · c7 preto peão · d7 preto peão · e7 preto peão · f7 preto peão · g7 preto peão · h7 preto peão · a2 branco peão · b2 branco peão · c2 branco peão · d2 branco peão · e2 branco peão · f2 branco peão · g2 branco peão · h2 branco peão · a1 branco bispo · b1 branco torre · c1 branco cavalo · d1 branco rei · e1 branco torre · f1 branco cavalo · g1 branco rainha · h1 branco bispo | a8 preto rei · b8 preto rainha · c8 preto bispo · d8 preto bispo · e8 preto torre · f8 preto cavalo · g8 preto torre · h8 preto cavalo · a7 preto peão · b7 preto peão · c7 preto peão · d7 preto peão · e7 preto peão · f7 preto peão · g7 preto peão · h7 preto peão · a2 branco peão · b2 branco peão · c2 branco peão · d2 branco peão · e2 branco peão · f2 branco peão · g2 branco peão · h2 branco peão · a1 branco bispo · b1 branco torre · c1 branco cavalo · d1 branco rei · e1 branco torre · f1 branco cavalo · g1 branco rainha · h1 branco bispo | a8 preto rei · b8 preto rainha · c8 preto bispo · d8 preto bispo · e8 preto torre · f8 preto cavalo · g8 preto torre · h8 preto cavalo · a7 preto peão · b7 preto peão · c7 preto peão · d7 preto peão · e7 preto peão · f7 preto peão · g7 preto peão · h7 preto peão · a2 branco peão · b2 branco peão · c2 branco peão · d2 branco peão · e2 branco peão · f2 branco peão · g2 branco peão · h2 branco peão · a1 branco bispo · b1 branco torre · c1 branco cavalo · d1 branco rei · e1 branco torre · f1 branco cavalo · g1 branco rainha · h1 branco bispo | 7 |
| 6 | a8 preto rei · b8 preto rainha · c8 preto bispo · d8 preto bispo · e8 preto torre · f8 preto cavalo · g8 preto torre · h8 preto cavalo · a7 preto peão · b7 preto peão · c7 preto peão · d7 preto peão · e7 preto peão · f7 preto peão · g7 preto peão · h7 preto peão · a2 branco peão · b2 branco peão · c2 branco peão · d2 branco peão · e2 branco peão · f2 branco peão · g2 branco peão · h2 branco peão · a1 branco bispo · b1 branco torre · c1 branco cavalo · d1 branco rei · e1 branco torre · f1 branco cavalo · g1 branco rainha · h1 branco bispo | a8 preto rei · b8 preto rainha · c8 preto bispo · d8 preto bispo · e8 preto torre · f8 preto cavalo · g8 preto torre · h8 preto cavalo · a7 preto peão · b7 preto peão · c7 preto peão · d7 preto peão · e7 preto peão · f7 preto peão · g7 preto peão · h7 preto peão · a2 branco peão · b2 branco peão · c2 branco peão · d2 branco peão · e2 branco peão · f2 branco peão · g2 branco peão · h2 branco peão · a1 branco bispo · b1 branco torre · c1 branco cavalo · d1 branco rei · e1 branco torre · f1 branco cavalo · g1 branco rainha · h1 branco bispo | a8 preto rei · b8 preto rainha · c8 preto bispo · d8 preto bispo · e8 preto torre · f8 preto cavalo · g8 preto torre · h8 preto cavalo · a7 preto peão · b7 preto peão · c7 preto peão · d7 preto peão · e7 preto peão · f7 preto peão · g7 preto peão · h7 preto peão · a2 branco peão · b2 branco peão · c2 branco peão · d2 branco peão · e2 branco peão · f2 branco peão · g2 branco peão · h2 branco peão · a1 branco bispo · b1 branco torre · c1 branco cavalo · d1 branco rei · e1 branco torre · f1 branco cavalo · g1 branco rainha · h1 branco bispo | a8 preto rei · b8 preto rainha · c8 preto bispo · d8 preto bispo · e8 preto torre · f8 preto cavalo · g8 preto torre · h8 preto cavalo · a7 preto peão · b7 preto peão · c7 preto peão · d7 preto peão · e7 preto peão · f7 preto peão · g7 preto peão · h7 preto peão · a2 branco peão · b2 branco peão · c2 branco peão · d2 branco peão · e2 branco peão · f2 branco peão · g2 branco peão · h2 branco peão · a1 branco bispo · b1 branco torre · c1 branco cavalo · d1 branco rei · e1 branco torre · f1 branco cavalo · g1 branco rainha · h1 branco bispo | a8 preto rei · b8 preto rainha · c8 preto bispo · d8 preto bispo · e8 preto torre · f8 preto cavalo · g8 preto torre · h8 preto cavalo · a7 preto peão · b7 preto peão · c7 preto peão · d7 preto peão · e7 preto peão · f7 preto peão · g7 preto peão · h7 preto peão · a2 branco peão · b2 branco peão · c2 branco peão · d2 branco peão · e2 branco peão · f2 branco peão · g2 branco peão · h2 branco peão · a1 branco bispo · b1 branco torre · c1 branco cavalo · d1 branco rei · e1 branco torre · f1 branco cavalo · g1 branco rainha · h1 branco bispo | a8 preto rei · b8 preto rainha · c8 preto bispo · d8 preto bispo · e8 preto torre · f8 preto cavalo · g8 preto torre · h8 preto cavalo · a7 preto peão · b7 preto peão · c7 preto peão · d7 preto peão · e7 preto peão · f7 preto peão · g7 preto peão · h7 preto peão · a2 branco peão · b2 branco peão · c2 branco peão · d2 branco peão · e2 branco peão · f2 branco peão · g2 branco peão · h2 branco peão · a1 branco bispo · b1 branco torre · c1 branco cavalo · d1 branco rei · e1 branco torre · f1 branco cavalo · g1 branco rainha · h1 branco bispo | a8 preto rei · b8 preto rainha · c8 preto bispo · d8 preto bispo · e8 preto torre · f8 preto cavalo · g8 preto torre · h8 preto cavalo · a7 preto peão · b7 preto peão · c7 preto peão · d7 preto peão · e7 preto peão · f7 preto peão · g7 preto peão · h7 preto peão · a2 branco peão · b2 branco peão · c2 branco peão · d2 branco peão · e2 branco peão · f2 branco peão · g2 branco peão · h2 branco peão · a1 branco bispo · b1 branco torre · c1 branco cavalo · d1 branco rei · e1 branco torre · f1 branco cavalo · g1 branco rainha · h1 branco bispo | a8 preto rei · b8 preto rainha · c8 preto bispo · d8 preto bispo · e8 preto torre · f8 preto cavalo · g8 preto torre · h8 preto cavalo · a7 preto peão · b7 preto peão · c7 preto peão · d7 preto peão · e7 preto peão · f7 preto peão · g7 preto peão · h7 preto peão · a2 branco peão · b2 branco peão · c2 branco peão · d2 branco peão · e2 branco peão · f2 branco peão · g2 branco peão · h2 branco peão · a1 branco bispo · b1 branco torre · c1 branco cavalo · d1 branco rei · e1 branco torre · f1 branco cavalo · g1 branco rainha · h1 branco bispo | 6 |
| 5 | a8 preto rei · b8 preto rainha · c8 preto bispo · d8 preto bispo · e8 preto torre · f8 preto cavalo · g8 preto torre · h8 preto cavalo · a7 preto peão · b7 preto peão · c7 preto peão · d7 preto peão · e7 preto peão · f7 preto peão · g7 preto peão · h7 preto peão · a2 branco peão · b2 branco peão · c2 branco peão · d2 branco peão · e2 branco peão · f2 branco peão · g2 branco peão · h2 branco peão · a1 branco bispo · b1 branco torre · c1 branco cavalo · d1 branco rei · e1 branco torre · f1 branco cavalo · g1 branco rainha · h1 branco bispo | a8 preto rei · b8 preto rainha · c8 preto bispo · d8 preto bispo · e8 preto torre · f8 preto cavalo · g8 preto torre · h8 preto cavalo · a7 preto peão · b7 preto peão · c7 preto peão · d7 preto peão · e7 preto peão · f7 preto peão · g7 preto peão · h7 preto peão · a2 branco peão · b2 branco peão · c2 branco peão · d2 branco peão · e2 branco peão · f2 branco peão · g2 branco peão · h2 branco peão · a1 branco bispo · b1 branco torre · c1 branco cavalo · d1 branco rei · e1 branco torre · f1 branco cavalo · g1 branco rainha · h1 branco bispo | a8 preto rei · b8 preto rainha · c8 preto bispo · d8 preto bispo · e8 preto torre · f8 preto cavalo · g8 preto torre · h8 preto cavalo · a7 preto peão · b7 preto peão · c7 preto peão · d7 preto peão · e7 preto peão · f7 preto peão · g7 preto peão · h7 preto peão · a2 branco peão · b2 branco peão · c2 branco peão · d2 branco peão · e2 branco peão · f2 branco peão · g2 branco peão · h2 branco peão · a1 branco bispo · b1 branco torre · c1 branco cavalo · d1 branco rei · e1 branco torre · f1 branco cavalo · g1 branco rainha · h1 branco bispo | a8 preto rei · b8 preto rainha · c8 preto bispo · d8 preto bispo · e8 preto torre · f8 preto cavalo · g8 preto torre · h8 preto cavalo · a7 preto peão · b7 preto peão · c7 preto peão · d7 preto peão · e7 preto peão · f7 preto peão · g7 preto peão · h7 preto peão · a2 branco peão · b2 branco peão · c2 branco peão · d2 branco peão · e2 branco peão · f2 branco peão · g2 branco peão · h2 branco peão · a1 branco bispo · b1 branco torre · c1 branco cavalo · d1 branco rei · e1 branco torre · f1 branco cavalo · g1 branco rainha · h1 branco bispo | a8 preto rei · b8 preto rainha · c8 preto bispo · d8 preto bispo · e8 preto torre · f8 preto cavalo · g8 preto torre · h8 preto cavalo · a7 preto peão · b7 preto peão · c7 preto peão · d7 preto peão · e7 preto peão · f7 preto peão · g7 preto peão · h7 preto peão · a2 branco peão · b2 branco peão · c2 branco peão · d2 branco peão · e2 branco peão · f2 branco peão · g2 branco peão · h2 branco peão · a1 branco bispo · b1 branco torre · c1 branco cavalo · d1 branco rei · e1 branco torre · f1 branco cavalo · g1 branco rainha · h1 branco bispo | a8 preto rei · b8 preto rainha · c8 preto bispo · d8 preto bispo · e8 preto torre · f8 preto cavalo · g8 preto torre · h8 preto cavalo · a7 preto peão · b7 preto peão · c7 preto peão · d7 preto peão · e7 preto peão · f7 preto peão · g7 preto peão · h7 preto peão · a2 branco peão · b2 branco peão · c2 branco peão · d2 branco peão · e2 branco peão · f2 branco peão · g2 branco peão · h2 branco peão · a1 branco bispo · b1 branco torre · c1 branco cavalo · d1 branco rei · e1 branco torre · f1 branco cavalo · g1 branco rainha · h1 branco bispo | a8 preto rei · b8 preto rainha · c8 preto bispo · d8 preto bispo · e8 preto torre · f8 preto cavalo · g8 preto torre · h8 preto cavalo · a7 preto peão · b7 preto peão · c7 preto peão · d7 preto peão · e7 preto peão · f7 preto peão · g7 preto peão · h7 preto peão · a2 branco peão · b2 branco peão · c2 branco peão · d2 branco peão · e2 branco peão · f2 branco peão · g2 branco peão · h2 branco peão · a1 branco bispo · b1 branco torre · c1 branco cavalo · d1 branco rei · e1 branco torre · f1 branco cavalo · g1 branco rainha · h1 branco bispo | a8 preto rei · b8 preto rainha · c8 preto bispo · d8 preto bispo · e8 preto torre · f8 preto cavalo · g8 preto torre · h8 preto cavalo · a7 preto peão · b7 preto peão · c7 preto peão · d7 preto peão · e7 preto peão · f7 preto peão · g7 preto peão · h7 preto peão · a2 branco peão · b2 branco peão · c2 branco peão · d2 branco peão · e2 branco peão · f2 branco peão · g2 branco peão · h2 branco peão · a1 branco bispo · b1 branco torre · c1 branco cavalo · d1 branco rei · e1 branco torre · f1 branco cavalo · g1 branco rainha · h1 branco bispo | 5 |
| 4 | a8 preto rei · b8 preto rainha · c8 preto bispo · d8 preto bispo · e8 preto torre · f8 preto cavalo · g8 preto torre · h8 preto cavalo · a7 preto peão · b7 preto peão · c7 preto peão · d7 preto peão · e7 preto peão · f7 preto peão · g7 preto peão · h7 preto peão · a2 branco peão · b2 branco peão · c2 branco peão · d2 branco peão · e2 branco peão · f2 branco peão · g2 branco peão · h2 branco peão · a1 branco bispo · b1 branco torre · c1 branco cavalo · d1 branco rei · e1 branco torre · f1 branco cavalo · g1 branco rainha · h1 branco bispo | a8 preto rei · b8 preto rainha · c8 preto bispo · d8 preto bispo · e8 preto torre · f8 preto cavalo · g8 preto torre · h8 preto cavalo · a7 preto peão · b7 preto peão · c7 preto peão · d7 preto peão · e7 preto peão · f7 preto peão · g7 preto peão · h7 preto peão · a2 branco peão · b2 branco peão · c2 branco peão · d2 branco peão · e2 branco peão · f2 branco peão · g2 branco peão · h2 branco peão · a1 branco bispo · b1 branco torre · c1 branco cavalo · d1 branco rei · e1 branco torre · f1 branco cavalo · g1 branco rainha · h1 branco bispo | a8 preto rei · b8 preto rainha · c8 preto bispo · d8 preto bispo · e8 preto torre · f8 preto cavalo · g8 preto torre · h8 preto cavalo · a7 preto peão · b7 preto peão · c7 preto peão · d7 preto peão · e7 preto peão · f7 preto peão · g7 preto peão · h7 preto peão · a2 branco peão · b2 branco peão · c2 branco peão · d2 branco peão · e2 branco peão · f2 branco peão · g2 branco peão · h2 branco peão · a1 branco bispo · b1 branco torre · c1 branco cavalo · d1 branco rei · e1 branco torre · f1 branco cavalo · g1 branco rainha · h1 branco bispo | a8 preto rei · b8 preto rainha · c8 preto bispo · d8 preto bispo · e8 preto torre · f8 preto cavalo · g8 preto torre · h8 preto cavalo · a7 preto peão · b7 preto peão · c7 preto peão · d7 preto peão · e7 preto peão · f7 preto peão · g7 preto peão · h7 preto peão · a2 branco peão · b2 branco peão · c2 branco peão · d2 branco peão · e2 branco peão · f2 branco peão · g2 branco peão · h2 branco peão · a1 branco bispo · b1 branco torre · c1 branco cavalo · d1 branco rei · e1 branco torre · f1 branco cavalo · g1 branco rainha · h1 branco bispo | a8 preto rei · b8 preto rainha · c8 preto bispo · d8 preto bispo · e8 preto torre · f8 preto cavalo · g8 preto torre · h8 preto cavalo · a7 preto peão · b7 preto peão · c7 preto peão · d7 preto peão · e7 preto peão · f7 preto peão · g7 preto peão · h7 preto peão · a2 branco peão · b2 branco peão · c2 branco peão · d2 branco peão · e2 branco peão · f2 branco peão · g2 branco peão · h2 branco peão · a1 branco bispo · b1 branco torre · c1 branco cavalo · d1 branco rei · e1 branco torre · f1 branco cavalo · g1 branco rainha · h1 branco bispo | a8 preto rei · b8 preto rainha · c8 preto bispo · d8 preto bispo · e8 preto torre · f8 preto cavalo · g8 preto torre · h8 preto cavalo · a7 preto peão · b7 preto peão · c7 preto peão · d7 preto peão · e7 preto peão · f7 preto peão · g7 preto peão · h7 preto peão · a2 branco peão · b2 branco peão · c2 branco peão · d2 branco peão · e2 branco peão · f2 branco peão · g2 branco peão · h2 branco peão · a1 branco bispo · b1 branco torre · c1 branco cavalo · d1 branco rei · e1 branco torre · f1 branco cavalo · g1 branco rainha · h1 branco bispo | a8 preto rei · b8 preto rainha · c8 preto bispo · d8 preto bispo · e8 preto torre · f8 preto cavalo · g8 preto torre · h8 preto cavalo · a7 preto peão · b7 preto peão · c7 preto peão · d7 preto peão · e7 preto peão · f7 preto peão · g7 preto peão · h7 preto peão · a2 branco peão · b2 branco peão · c2 branco peão · d2 branco peão · e2 branco peão · f2 branco peão · g2 branco peão · h2 branco peão · a1 branco bispo · b1 branco torre · c1 branco cavalo · d1 branco rei · e1 branco torre · f1 branco cavalo · g1 branco rainha · h1 branco bispo | a8 preto rei · b8 preto rainha · c8 preto bispo · d8 preto bispo · e8 preto torre · f8 preto cavalo · g8 preto torre · h8 preto cavalo · a7 preto peão · b7 preto peão · c7 preto peão · d7 preto peão · e7 preto peão · f7 preto peão · g7 preto peão · h7 preto peão · a2 branco peão · b2 branco peão · c2 branco peão · d2 branco peão · e2 branco peão · f2 branco peão · g2 branco peão · h2 branco peão · a1 branco bispo · b1 branco torre · c1 branco cavalo · d1 branco rei · e1 branco torre · f1 branco cavalo · g1 branco rainha · h1 branco bispo | 4 |
| 3 | a8 preto rei · b8 preto rainha · c8 preto bispo · d8 preto bispo · e8 preto torre · f8 preto cavalo · g8 preto torre · h8 preto cavalo · a7 preto peão · b7 preto peão · c7 preto peão · d7 preto peão · e7 preto peão · f7 preto peão · g7 preto peão · h7 preto peão · a2 branco peão · b2 branco peão · c2 branco peão · d2 branco peão · e2 branco peão · f2 branco peão · g2 branco peão · h2 branco peão · a1 branco bispo · b1 branco torre · c1 branco cavalo · d1 branco rei · e1 branco torre · f1 branco cavalo · g1 branco rainha · h1 branco bispo | a8 preto rei · b8 preto rainha · c8 preto bispo · d8 preto bispo · e8 preto torre · f8 preto cavalo · g8 preto torre · h8 preto cavalo · a7 preto peão · b7 preto peão · c7 preto peão · d7 preto peão · e7 preto peão · f7 preto peão · g7 preto peão · h7 preto peão · a2 branco peão · b2 branco peão · c2 branco peão · d2 branco peão · e2 branco peão · f2 branco peão · g2 branco peão · h2 branco peão · a1 branco bispo · b1 branco torre · c1 branco cavalo · d1 branco rei · e1 branco torre · f1 branco cavalo · g1 branco rainha · h1 branco bispo | a8 preto rei · b8 preto rainha · c8 preto bispo · d8 preto bispo · e8 preto torre · f8 preto cavalo · g8 preto torre · h8 preto cavalo · a7 preto peão · b7 preto peão · c7 preto peão · d7 preto peão · e7 preto peão · f7 preto peão · g7 preto peão · h7 preto peão · a2 branco peão · b2 branco peão · c2 branco peão · d2 branco peão · e2 branco peão · f2 branco peão · g2 branco peão · h2 branco peão · a1 branco bispo · b1 branco torre · c1 branco cavalo · d1 branco rei · e1 branco torre · f1 branco cavalo · g1 branco rainha · h1 branco bispo | a8 preto rei · b8 preto rainha · c8 preto bispo · d8 preto bispo · e8 preto torre · f8 preto cavalo · g8 preto torre · h8 preto cavalo · a7 preto peão · b7 preto peão · c7 preto peão · d7 preto peão · e7 preto peão · f7 preto peão · g7 preto peão · h7 preto peão · a2 branco peão · b2 branco peão · c2 branco peão · d2 branco peão · e2 branco peão · f2 branco peão · g2 branco peão · h2 branco peão · a1 branco bispo · b1 branco torre · c1 branco cavalo · d1 branco rei · e1 branco torre · f1 branco cavalo · g1 branco rainha · h1 branco bispo | a8 preto rei · b8 preto rainha · c8 preto bispo · d8 preto bispo · e8 preto torre · f8 preto cavalo · g8 preto torre · h8 preto cavalo · a7 preto peão · b7 preto peão · c7 preto peão · d7 preto peão · e7 preto peão · f7 preto peão · g7 preto peão · h7 preto peão · a2 branco peão · b2 branco peão · c2 branco peão · d2 branco peão · e2 branco peão · f2 branco peão · g2 branco peão · h2 branco peão · a1 branco bispo · b1 branco torre · c1 branco cavalo · d1 branco rei · e1 branco torre · f1 branco cavalo · g1 branco rainha · h1 branco bispo | a8 preto rei · b8 preto rainha · c8 preto bispo · d8 preto bispo · e8 preto torre · f8 preto cavalo · g8 preto torre · h8 preto cavalo · a7 preto peão · b7 preto peão · c7 preto peão · d7 preto peão · e7 preto peão · f7 preto peão · g7 preto peão · h7 preto peão · a2 branco peão · b2 branco peão · c2 branco peão · d2 branco peão · e2 branco peão · f2 branco peão · g2 branco peão · h2 branco peão · a1 branco bispo · b1 branco torre · c1 branco cavalo · d1 branco rei · e1 branco torre · f1 branco cavalo · g1 branco rainha · h1 branco bispo | a8 preto rei · b8 preto rainha · c8 preto bispo · d8 preto bispo · e8 preto torre · f8 preto cavalo · g8 preto torre · h8 preto cavalo · a7 preto peão · b7 preto peão · c7 preto peão · d7 preto peão · e7 preto peão · f7 preto peão · g7 preto peão · h7 preto peão · a2 branco peão · b2 branco peão · c2 branco peão · d2 branco peão · e2 branco peão · f2 branco peão · g2 branco peão · h2 branco peão · a1 branco bispo · b1 branco torre · c1 branco cavalo · d1 branco rei · e1 branco torre · f1 branco cavalo · g1 branco rainha · h1 branco bispo | a8 preto rei · b8 preto rainha · c8 preto bispo · d8 preto bispo · e8 preto torre · f8 preto cavalo · g8 preto torre · h8 preto cavalo · a7 preto peão · b7 preto peão · c7 preto peão · d7 preto peão · e7 preto peão · f7 preto peão · g7 preto peão · h7 preto peão · a2 branco peão · b2 branco peão · c2 branco peão · d2 branco peão · e2 branco peão · f2 branco peão · g2 branco peão · h2 branco peão · a1 branco bispo · b1 branco torre · c1 branco cavalo · d1 branco rei · e1 branco torre · f1 branco cavalo · g1 branco rainha · h1 branco bispo | 3 |
| 2 | a8 preto rei · b8 preto rainha · c8 preto bispo · d8 preto bispo · e8 preto torre · f8 preto cavalo · g8 preto torre · h8 preto cavalo · a7 preto peão · b7 preto peão · c7 preto peão · d7 preto peão · e7 preto peão · f7 preto peão · g7 preto peão · h7 preto peão · a2 branco peão · b2 branco peão · c2 branco peão · d2 branco peão · e2 branco peão · f2 branco peão · g2 branco peão · h2 branco peão · a1 branco bispo · b1 branco torre · c1 branco cavalo · d1 branco rei · e1 branco torre · f1 branco cavalo · g1 branco rainha · h1 branco bispo | a8 preto rei · b8 preto rainha · c8 preto bispo · d8 preto bispo · e8 preto torre · f8 preto cavalo · g8 preto torre · h8 preto cavalo · a7 preto peão · b7 preto peão · c7 preto peão · d7 preto peão · e7 preto peão · f7 preto peão · g7 preto peão · h7 preto peão · a2 branco peão · b2 branco peão · c2 branco peão · d2 branco peão · e2 branco peão · f2 branco peão · g2 branco peão · h2 branco peão · a1 branco bispo · b1 branco torre · c1 branco cavalo · d1 branco rei · e1 branco torre · f1 branco cavalo · g1 branco rainha · h1 branco bispo | a8 preto rei · b8 preto rainha · c8 preto bispo · d8 preto bispo · e8 preto torre · f8 preto cavalo · g8 preto torre · h8 preto cavalo · a7 preto peão · b7 preto peão · c7 preto peão · d7 preto peão · e7 preto peão · f7 preto peão · g7 preto peão · h7 preto peão · a2 branco peão · b2 branco peão · c2 branco peão · d2 branco peão · e2 branco peão · f2 branco peão · g2 branco peão · h2 branco peão · a1 branco bispo · b1 branco torre · c1 branco cavalo · d1 branco rei · e1 branco torre · f1 branco cavalo · g1 branco rainha · h1 branco bispo | a8 preto rei · b8 preto rainha · c8 preto bispo · d8 preto bispo · e8 preto torre · f8 preto cavalo · g8 preto torre · h8 preto cavalo · a7 preto peão · b7 preto peão · c7 preto peão · d7 preto peão · e7 preto peão · f7 preto peão · g7 preto peão · h7 preto peão · a2 branco peão · b2 branco peão · c2 branco peão · d2 branco peão · e2 branco peão · f2 branco peão · g2 branco peão · h2 branco peão · a1 branco bispo · b1 branco torre · c1 branco cavalo · d1 branco rei · e1 branco torre · f1 branco cavalo · g1 branco rainha · h1 branco bispo | a8 preto rei · b8 preto rainha · c8 preto bispo · d8 preto bispo · e8 preto torre · f8 preto cavalo · g8 preto torre · h8 preto cavalo · a7 preto peão · b7 preto peão · c7 preto peão · d7 preto peão · e7 preto peão · f7 preto peão · g7 preto peão · h7 preto peão · a2 branco peão · b2 branco peão · c2 branco peão · d2 branco peão · e2 branco peão · f2 branco peão · g2 branco peão · h2 branco peão · a1 branco bispo · b1 branco torre · c1 branco cavalo · d1 branco rei · e1 branco torre · f1 branco cavalo · g1 branco rainha · h1 branco bispo | a8 preto rei · b8 preto rainha · c8 preto bispo · d8 preto bispo · e8 preto torre · f8 preto cavalo · g8 preto torre · h8 preto cavalo · a7 preto peão · b7 preto peão · c7 preto peão · d7 preto peão · e7 preto peão · f7 preto peão · g7 preto peão · h7 preto peão · a2 branco peão · b2 branco peão · c2 branco peão · d2 branco peão · e2 branco peão · f2 branco peão · g2 branco peão · h2 branco peão · a1 branco bispo · b1 branco torre · c1 branco cavalo · d1 branco rei · e1 branco torre · f1 branco cavalo · g1 branco rainha · h1 branco bispo | a8 preto rei · b8 preto rainha · c8 preto bispo · d8 preto bispo · e8 preto torre · f8 preto cavalo · g8 preto torre · h8 preto cavalo · a7 preto peão · b7 preto peão · c7 preto peão · d7 preto peão · e7 preto peão · f7 preto peão · g7 preto peão · h7 preto peão · a2 branco peão · b2 branco peão · c2 branco peão · d2 branco peão · e2 branco peão · f2 branco peão · g2 branco peão · h2 branco peão · a1 branco bispo · b1 branco torre · c1 branco cavalo · d1 branco rei · e1 branco torre · f1 branco cavalo · g1 branco rainha · h1 branco bispo | a8 preto rei · b8 preto rainha · c8 preto bispo · d8 preto bispo · e8 preto torre · f8 preto cavalo · g8 preto torre · h8 preto cavalo · a7 preto peão · b7 preto peão · c7 preto peão · d7 preto peão · e7 preto peão · f7 preto peão · g7 preto peão · h7 preto peão · a2 branco peão · b2 branco peão · c2 branco peão · d2 branco peão · e2 branco peão · f2 branco peão · g2 branco peão · h2 branco peão · a1 branco bispo · b1 branco torre · c1 branco cavalo · d1 branco rei · e1 branco torre · f1 branco cavalo · g1 branco rainha · h1 branco bispo | 2 |
| 1 | a8 preto rei · b8 preto rainha · c8 preto bispo · d8 preto bispo · e8 preto torre · f8 preto cavalo · g8 preto torre · h8 preto cavalo · a7 preto peão · b7 preto peão · c7 preto peão · d7 preto peão · e7 preto peão · f7 preto peão · g7 preto peão · h7 preto peão · a2 branco peão · b2 branco peão · c2 branco peão · d2 branco peão · e2 branco peão · f2 branco peão · g2 branco peão · h2 branco peão · a1 branco bispo · b1 branco torre · c1 branco cavalo · d1 branco rei · e1 branco torre · f1 branco cavalo · g1 branco rainha · h1 branco bispo | a8 preto rei · b8 preto rainha · c8 preto bispo · d8 preto bispo · e8 preto torre · f8 preto cavalo · g8 preto torre · h8 preto cavalo · a7 preto peão · b7 preto peão · c7 preto peão · d7 preto peão · e7 preto peão · f7 preto peão · g7 preto peão · h7 preto peão · a2 branco peão · b2 branco peão · c2 branco peão · d2 branco peão · e2 branco peão · f2 branco peão · g2 branco peão · h2 branco peão · a1 branco bispo · b1 branco torre · c1 branco cavalo · d1 branco rei · e1 branco torre · f1 branco cavalo · g1 branco rainha · h1 branco bispo | a8 preto rei · b8 preto rainha · c8 preto bispo · d8 preto bispo · e8 preto torre · f8 preto cavalo · g8 preto torre · h8 preto cavalo · a7 preto peão · b7 preto peão · c7 preto peão · d7 preto peão · e7 preto peão · f7 preto peão · g7 preto peão · h7 preto peão · a2 branco peão · b2 branco peão · c2 branco peão · d2 branco peão · e2 branco peão · f2 branco peão · g2 branco peão · h2 branco peão · a1 branco bispo · b1 branco torre · c1 branco cavalo · d1 branco rei · e1 branco torre · f1 branco cavalo · g1 branco rainha · h1 branco bispo | a8 preto rei · b8 preto rainha · c8 preto bispo · d8 preto bispo · e8 preto torre · f8 preto cavalo · g8 preto torre · h8 preto cavalo · a7 preto peão · b7 preto peão · c7 preto peão · d7 preto peão · e7 preto peão · f7 preto peão · g7 preto peão · h7 preto peão · a2 branco peão · b2 branco peão · c2 branco peão · d2 branco peão · e2 branco peão · f2 branco peão · g2 branco peão · h2 branco peão · a1 branco bispo · b1 branco torre · c1 branco cavalo · d1 branco rei · e1 branco torre · f1 branco cavalo · g1 branco rainha · h1 branco bispo | a8 preto rei · b8 preto rainha · c8 preto bispo · d8 preto bispo · e8 preto torre · f8 preto cavalo · g8 preto torre · h8 preto cavalo · a7 preto peão · b7 preto peão · c7 preto peão · d7 preto peão · e7 preto peão · f7 preto peão · g7 preto peão · h7 preto peão · a2 branco peão · b2 branco peão · c2 branco peão · d2 branco peão · e2 branco peão · f2 branco peão · g2 branco peão · h2 branco peão · a1 branco bispo · b1 branco torre · c1 branco cavalo · d1 branco rei · e1 branco torre · f1 branco cavalo · g1 branco rainha · h1 branco bispo | a8 preto rei · b8 preto rainha · c8 preto bispo · d8 preto bispo · e8 preto torre · f8 preto cavalo · g8 preto torre · h8 preto cavalo · a7 preto peão · b7 preto peão · c7 preto peão · d7 preto peão · e7 preto peão · f7 preto peão · g7 preto peão · h7 preto peão · a2 branco peão · b2 branco peão · c2 branco peão · d2 branco peão · e2 branco peão · f2 branco peão · g2 branco peão · h2 branco peão · a1 branco bispo · b1 branco torre · c1 branco cavalo · d1 branco rei · e1 branco torre · f1 branco cavalo · g1 branco rainha · h1 branco bispo | a8 preto rei · b8 preto rainha · c8 preto bispo · d8 preto bispo · e8 preto torre · f8 preto cavalo · g8 preto torre · h8 preto cavalo · a7 preto peão · b7 preto peão · c7 preto peão · d7 preto peão · e7 preto peão · f7 preto peão · g7 preto peão · h7 preto peão · a2 branco peão · b2 branco peão · c2 branco peão · d2 branco peão · e2 branco peão · f2 branco peão · g2 branco peão · h2 branco peão · a1 branco bispo · b1 branco torre · c1 branco cavalo · d1 branco rei · e1 branco torre · f1 branco cavalo · g1 branco rainha · h1 branco bispo | a8 preto rei · b8 preto rainha · c8 preto bispo · d8 preto bispo · e8 preto torre · f8 preto cavalo · g8 preto torre · h8 preto cavalo · a7 preto peão · b7 preto peão · c7 preto peão · d7 preto peão · e7 preto peão · f7 preto peão · g7 preto peão · h7 preto peão · a2 branco peão · b2 branco peão · c2 branco peão · d2 branco peão · e2 branco peão · f2 branco peão · g2 branco peão · h2 branco peão · a1 branco bispo · b1 branco torre · c1 branco cavalo · d1 branco rei · e1 branco torre · f1 branco cavalo · g1 branco rainha · h1 branco bispo | 1 |
|   | a | b | c | d | e | f | g | h |   |

O Xadrez Transcendental é uma variante do xadrez inventada em 1978 por Maxwell Lawrence. É inspirado no Xadrez960 (Xadrez Aleatório de Fisher) que é similar mas tem menos posições iniciais.

## Regras
No xadrez transcendental as posições das peças da 1ª e 8ª linhas são determinadas aleatoriamente, sendo a única regra que os bispos de mesma cor devem ocupa casas de cor diferentes.  Ao contrário do Xadrez960, o Rei não precisa ficar necessariamente entre as torres, assim como também não existe o Roque. No primeiro movimento o jogador, em vez de mover uma pedra, pode transpor duas peças da sua 1ª linha.
No Xadrez960 a disposição das peças de cada jogador é igual (o Rei está na mesma coluna, a dama, etc) ao do adversário mas no Xadrez transcendental essa disposição é diferente.  Isto pode gerar uma desiqualdade posicional durante o jogo e uma maneira de equilibrar a partida é um match com duas partidas.  Cada jogador joga com as brancas uma vez a mesma posição inicial em ambos os jogos.
No Xadrez clássico, inovações nas aberturas são difíceis de ocorrer e a maioria dos bons jogadores precisa estudar um extensivo catálogo de aberturas para ter um bom meio de jogo.  No Xadrez Transcendental a complexidade da abertura e a posição não familiar oferecem de imediato uma posição de meio jogo completamente diferente.

## Ligações Externas
- Xadrez Transcendental, em inglês.